# L'idiota
L'idiota (en rus: Идиот) és una novel·la del 1869 de l'escriptor rus Fiódor Dostoievski.

## Resum
La novel·la narra la història del príncep Mixkin, qui, com Dostoievski, pateix d'epilèpsia. Per això fou enviat a Suïssa quan era nen, perquè fos tractat per un metge que, en morir el tutor del noi, se'n va fer càrrec econòmicament. Orfe de pare i mare, la seva única familiar viva (a qui no coneix en persona) viu a Sant Petersburg; ell li envia una carta, però no en rep resposta, per això decideix viatjar a la ciutat russa amb l'objectiu de conèixer la seva cosina llunyana, la general Elizabet Prokofievna Iepantxina. Abans d'arribar-hi, al tren coneix en Rogotxin i Lebedev, amb qui sosté una animada conversa.
Aquí pren contacte amb la família del general Ivan Fiódorovitx Iepantxin, la seva esposa Ielizaveta Prokófievna Iepàntxina, i les seves filles Aleksandra, Adelaida i Aglaia Ivànovna. La seva carta de presentació és el suposat parentiu que existiria entre el príncep i Ielizaveta Porkófievna. Mixkin es presenta a casa dels Iepantxins vestit humilment, el majordom el mira amb desconfiança quan demana parlar amb el general Iepantxin, i es confon molt més quan el príncep en la seva innocència el tracta com un igual (gest pres després pels Iepantxins com de "demòcrata"). El general el rep finalment al seu despatx, i el príncep li aclareix que no hi cerca diners, només consell i conèixer els seus parents, això feu que el general se'n sorprengués encara més i hi mostrà interès, en aquest peculiar individu. Va oferir-li trobar feina, i li preguntà què feia, el príncep resultà ser expert en cal·ligrafia, cosa que va poder comprovar també Gavril Adrianolovitx Ivolgin (Gània), que llavors era secretari del general Iepantxin, i que es trobava amb ells en aquell moment. En la seva primera trobada amb Gània, el príncep va conèixer en fotografia Nastàsia Filippovna, per qui després sentiria gran compassió (cal recordar que el príncep confonia la compassió amb l'amor) i que en la primera part del llibre era la promesa de Gània. Quan el general es va haver de retirar, el príncep Mixkin fou introduït a la general i a les seves tres filles, que estaven esmorzant. Elles l'interroguen satiritzant la conversa, sobretot Aglaia, qui gaudia mofant-se'n. Aquí el príncep els contà la seva estada a Suïssa, i la seva opinió sobre la pena de mort.

### L'estada a Suïssa
En aquest parèntesi el príncep narra la seva estada a una petita aldea suïssa, després de comentar que gaudia molt de la companyia dels nois i de com d'intel·ligents eren en entendre coses que els adults encara no entenien, i com ell aprenia coses d'ells i no a l'inrevés (opinava que tots havien d'aprendre dels nois). L'anècdota que narrà es tractava d'una dona desgraciada que tot el poble menyspreava (havia anat rere un home, però ell l'havia deixada poc després, obligant-la a tornar amb sa mare). La gent no li donava feina, i de mica en mica fou quedant-se sense diners per a les seves necessitats i les de sa mare. Començà a cuidar animals d'amagatotis, perquè els pagesos sabessin que podia treballar. La mare va morir, deixant sola la filla, i a més malalta de tuberculosi. Els nois se'n reien, d'ella, cada cop que la veien passejar, i li llançaven pedres. El príncep els veié i els digué que no ho tornessin a fer, els feu entendre que era una bona persona, i que mereixia ser estimada. Els nois van començar a saludar-la, li portaven menjar d'amagat de sos pares i li regalaven roba. Els adults de l'aldea començaven a prohibir-los que la veiessin, però hi anava d'amagatotis. El príncep també la visitava, i hi conversava, perquè li feia molta llàstima. Abans que la dona morís, el príncep la besà als llavis, producte de la immensa compassió que hi tenia.

### La pena de mort
Aquest parèntesi sorgeix després de conversar amb la germana que pintava, qui li'n demanà una idea. Ell va suggerir-li que pintés la cara d'un condemnat a mort al patíbul, que, segons ell, era l'expressió més forta possible en un ésser humà. Els contà que havia vist una execució amb guillotina, i que mai més no podria oblidar la cara de l'home executat (aquest fragment Dostoievski va escriure'l arran d'una experiència pròpia, ja que ell mateix va estar condemnat a mort un cop, i fou perdonat al peu del patíbul).

## Personatges

### Príncep Mixkin
A causa de la seva malaltia, molt arrelada durant la seva joventut, Mixkin no fou capaç de mantenir una educació formal i constant, per això va dependre del seu tutor. Ja que requeia constantment, mai no va poder rebre l'ensenyament necessari per poder exercir una professió i, més enllà dels seus vint anys, té la mentalitat d'un noi -no perquè sigui immadur, sinó que és ingenu. Sempre parla abans de pensar, no veu diferències entre persones i creu en la bondat de tothom, no coneix les males intencions... És per això que li han posat de sobrenom l'idiota: la seva ingenuïtat és traduïda per estupidesa per aquells que el coneixen poc, Aglaia, en canvi, pot veure que el príncep és, de fet, un home molt intel·ligent (càndid, però intel·ligent) i amb bon cor (per això li dedica el poema del Pobre Cavaller en una reunió a la seva datxa). Mixkin és compassiu, i això es pot apreciar en l'anècdota de l'aldea suïssa i quan li promet a Nastàsia Filippovna que es casaria amb ella. Aquesta compassió el porta a perdre Aglaia, qui estimava de debò, per confondre la compassió que sentia per Nastàsia amb amor. Al final del llibre, traumatitzat amb la mort de Nastàsia, torna a la seva antiga vida, tancat.

### Aglaia Ivanovna Iepantxina
Aglaia és un personatge complex, que es contradiu a cada moment. Ella estima el príncep Mixkin, com es pot apreciar per exemple quan li dedica el poema del Pobre Cavaller i, al final, quan el porta a encarar-se amb Nastàsia. A l'inrevés del príncep, ella no és innocent, i s'adona que hi ha gent malintencionada al seu voltant, no confia en Nastàsia Filippovna, i sap que les seves cartes són una teranyina de mentides. No vol que Mixkin sapigui que l'estima, per això de tant en tant el tracta malament (per exemple, quan es queden jugant als escacs a la datxa de Mixkin i ella s'enutja i li diu que no vol veure'l més, o quan se'n mofa constantment). Ella pensava que Mixkin havia estat amb Nastàsia quan va desaparèixer del mapa durant un temps, i que la seguia estimant; aquests pensaments no foren infundats, sinó que foren sembrats pels que l'envoltaven (Gània, la general Iepantxina, entre d'altres). Ella tracta de posar gelós Mixkin, en un intent de fer-lo reaccionar i veure si l'estimava o a Nastàsia, però no va donar resultat, ja que Mixkin en la seva innocència no era capaç de sentir gelosia. Al final del llibre es casa en un matrimoni sense amor.

### Nastàsia Filippovna
De petita, Totski en va tenir cura, qui la deixaria amb unes dones que la cuidaven. Després d'un temps, Tostksi hi tornà, i es trobà que la noia que havia deixat havia crescut per ser una formosa senyora, a més de culta i intel·ligent. Decidí endur-se-la a viure amb ell a Sant Petersburg, en una espècie de concubinat. Nastàsia odiava Totski, per això acceptava tots els regals cars que ell li donava, i se n'aprofitava. Que ella visqués amb Tostki era una ofensa imperdonable per l'alta societat, era vista com una dona bruta i poc apropiada per a qualsevol, sobretot per a un príncep, com era Mixkin. Per ferir Totski, ella va decidir casar-se amb Gània, tot i que no l'estimava, quan Nastàsia fou a visitar la família de Gània, els tractà amb menyspreu i superioritat, per veure si Gània era capaç d'aturar-la i fer-la fora de casa seva per defensar-los. Gània no ho feu, i Nastàsia decidí que no es casaria amb ell, sinó que ho faria amb Rogotxin, qui l'havia ofert una gran suma de diners si s'hi casava (fou en aquest moment, quan Rogotxin li oferí diners, que el príncep Mixkin li va prometre que es casaria amb ella). Nastàsia Filippovna és una dona autoflagel·lant, que ha de viure en constant constricció en ordre de mitigar els fantasmes del seu passat. Ésser feliç i bona és quelcom que no es pot permetre. Sent que no mereix ser part de la bona societat, per això s'envolta constantment de la societat més baixa de Rússia, borratxos i gent de baix nivell. És una dona violentament impulsiva i contradictòria. Això es reflecteix en l'episodi de les cartes que Nastàsia envia a la mateixa Aglaia instant-la que es casés amb el príncep i li proporcionés la felicitat que ella no podia donar-li; aquest episodi definirà més endavant la novel·la de forma decisiva. Finalment és assassinada per Rogotxin.